# Оранская резня 1962 года
Оранская резня 1962 года (фр. Massacre d'Oran, араб. مذبحة وهران عام 1962‎, 5—7 июля 1962) — массовое убийство сторонниками независимости Алжира жителей портового города Оран французского происхождения (пье-нуар), в том числе женщин и детей, — совершённое при попустительстве Де Голля. Переломный момент в истории этого города. События начались в день провозглашения независимости Алжира и продолжались до 7 июля 1962 года. Оценка числа жертв разнится: от 95 человек (алжирские источники) до 3500; а также 453 «пропавших без вести».

## Ход событий

### Резня
Во времена французской администрации в Алжире, в Оране проживало около 250 тысяч «пье-нуар» (алжирцев европейского происхождения). Концентрация европейцев (около 85 % в 1921 году и 65 % в 1954-м) в Оране являлась самой высокой среди всех городов Северной Африки. Часть этих людей покинула Алжир сразу после подписания Эвианских соглашений марта 1962 года, опасаясь мести со стороны известных своей жестокостью алжирских сепаратистов. При том, что новые власти Алжира гарантировали безопасность европейского населения.
Утром 5 июля 1962 года семь катиб (вооружённых отрядов) Фронта национального освобождения Алжира вошли в город и, согласно алжирской версии, были обстреляны. Разозлённая толпа напала на районы, населённые французами, частично уже покинутые к тому времени, и начала расправу над 40 тысячами местных жителей. Убийства и пытки продолжались несколько часов, в течение которых многим мужчинам, женщинам и детям перерезали горло. Резню остановило только вмешательство французской жандармерии.

### Число жертв
Оценки числа жертв сильно различаются. Согласно местным газетам убито было около 1500 человек.
Доктор Мостефа Наит, послевоенный директор Оранской больницы, заявил, что убито было всего лишь 95 человек, из них 20 европейцев (из них лишь 13 от ножевых ранений), и 161 было ранено.
Согласно другим источникам, 453 человека «пропали без вести». В «Истории Алжира», опубликованной в 2004 году, число убитых европейцев оценивается в 3500 человек. Имена 153 французов перечислены на международном мемориальном сайте.
Известный французский политик Жан-Пьер Шевенман, который с апреля 1962 года в чине младшего лейтенанта был заместителем начальника канцелярии префекта Орана, называет цифру в 807 жертв.

### Участие французской администрации
Ни алжирская полиция, ни 18 тысяч французских солдат, расквартированных в городе, не вмешались, чтобы предотвратить резню. Ибо приказ из Парижа, отданный де Голлем гласил: «не двигаться с места», что и оставило пье-нуаров беззащитными. Лишь французская жандармерия, по инициативе двух офицеров, нарушивших приказ, в конце концов, вмешалась и остановила резню.
После резни многие пье-нуары предпочли эмигрировать во Францию, рассматривая резню как политику, санкционированную руководством ФНО. Оранцы испанского происхождения переехали в Испанию, в провинцию Аликанте. Часть местных евреев уехала в Израиль.
Во время процесса 1963 года над Жаном Бастьеном-Тири, совершившим покушение на президента Де Голля, адвокаты ссылались на Оранскую резню как на событие, оправдывавшее подзащитного, поскольку Де Голль, по их мнению, был виновником «геноцида европейского населения Алжира».